# Dobrynin RD-7

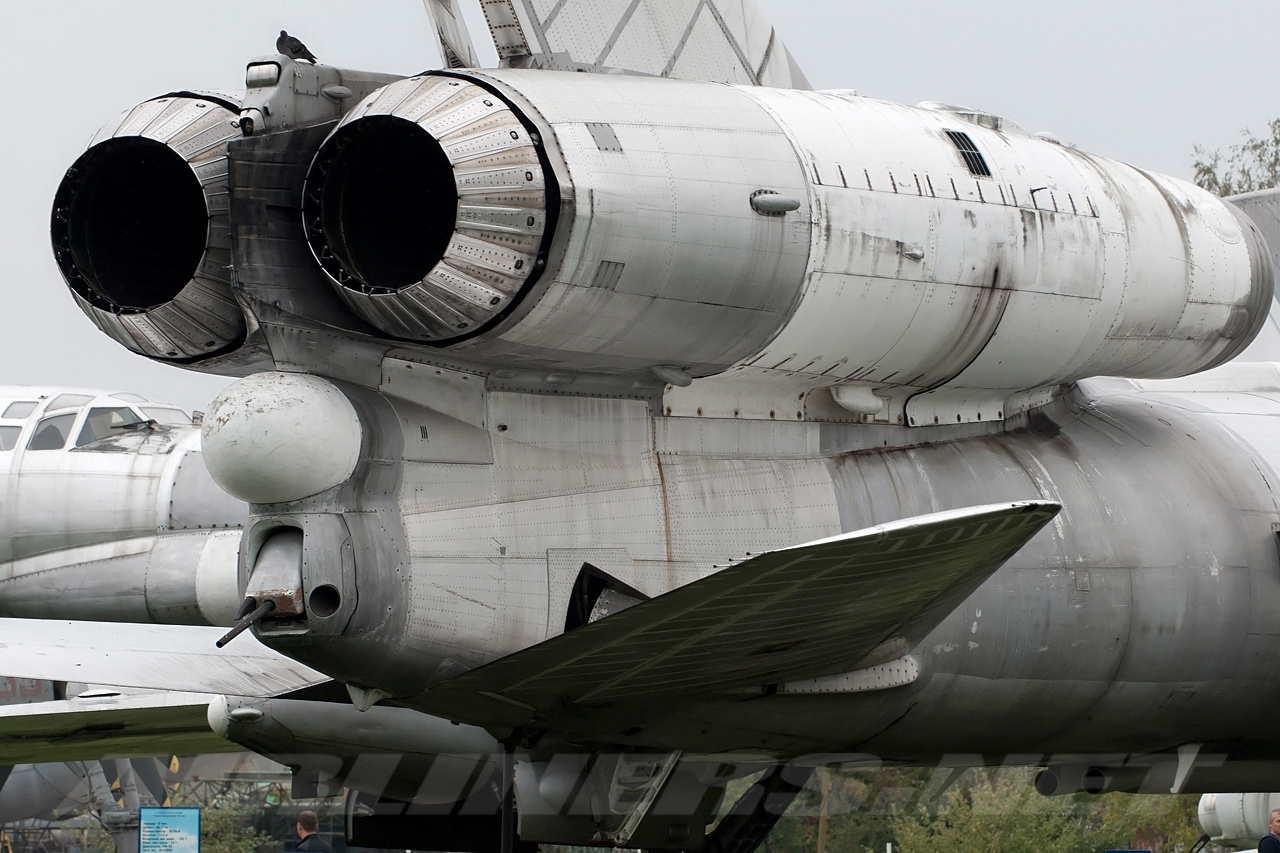
Een Toepolev Tu-22 met RD-7 motoren

De Dobrynin RD-7 of eerst VD-7 was een turbojet vliegtuigmotor van de Sovjet-Unie ontworpen door 
Vladimir Aleksejevitsj Dobrynin en in fabriek 36 te Rybinsk gebouwd van 1952 tot 1956 die onder meer de Toepolev Tu-22, en Mjasisjtsjev M-50 voortstuwt.

## Specificaties
- Assen: 1
- Lengte: 7300 mm
- Diameter: 1410 mm
- Massa: 3750 kg
- Compressor: axiale compressor, 9 trappen lage druk + 7 trappen hoge druk
- Turbine: axiaal, 2 trappen
- Compressieverhouding: 11
- Stuwkracht droog: 103 kN
- Stuwkracht met naverbrander: 157 kN
- Temperatuur: 630°C
- Stuwkracht-gewichtsverhouding: 4,27